# ラウロ・ジュニオル・バチスタ・ダ・クルス
ラウロ（Lauro）ことラウロ・ジュニオル・バチスタ・ダ・クルス（ポルトガル語: Lauro Júnior Batista da Cruz、1980年9月3日 - ）は、ブラジルのサッカー選手。ポジションはGK。

## クラブ歴
ラジウムFCで選手となった。2001年に移籍したAAポンチ・プレッタで主力として活躍した。2006年にクルゼイロECに移ったが2008年にSCインテルナシオナルに移籍。